# Ala Gertner

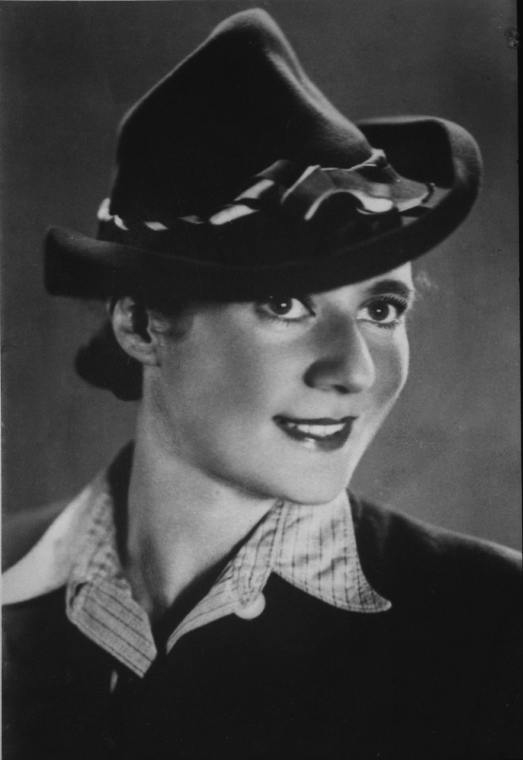
Ala Gertner (1943)

Ala Gertner, auch Alla, Alina, Ela, Ella Gärtner (geboren am 12. März 1912 in Będzin, Weichselgebiet, Russisches Reich; gestorben am 6. Januar 1945 im KZ Auschwitz-Birkenau), war an den Vorbereitungen zum bewaffneten Aufstand des Häftlings-Sonderkommandos in den Krematorien III und IV im KZ Birkenau durch das Schmuggeln von Sprengstoff beteiligt und wurde nach wochenlanger Folter durch die Lagergestapo in einer inszenierten Hinrichtung vor Augen der angetretenen Häftlinge gemeinsam mit drei Mitbeteiligten durch die SS ermordet.

## Biographie
Ala Gertner wurde als eines von drei Kindern einer jüdischen Familie in Polen geboren. Ihre Eltern ermöglichten ihr den Besuch des Gymnasiums in Będzin.
Am 28. Oktober 1940 wurde sie vom Bahnhof Sosnowiec aus ins Arbeitslager in Geppersdorf (heute Rzędziwojowice) deportiert, wo sie zur Zwangsarbeit beim Autobahnbau durch die Organisation Schmelt gezwungen wurde (Strecke der Autostrada A 4). Sie musste dort in der Küche und der Wäscherei arbeiten. Wegen ihrer Deutschkenntnisse kam sie in die Lagerverwaltung. Dort lernte sie den Mitgefangenen Bernhard Holtz kennen, den sie nach der Entlassung aus der Zwangsarbeit heiratete.

### KZ Auschwitz
Nach einem Zwischenhalt im Sammellager Bedzin wurde sie irgendwann zwischen Juli und August 1944 mit den bis dahin Überlebenden dieses Ghettos ins Konzentrationslager Auschwitz deportiert. Dort wurde Gertner zur Arbeit in der Effektenkammer beim Sortieren der Habe inzwischen vergaster Häftlinge gezwungen. Sie lernte dort u. a. Rózia Robota kennen und freundete sich mit ihr an. Robota war Mitglied einer geheimen Widerstandsgruppe des Lagers. Ala Gertner kam dann ins Büro der Union-Munitionsfabrik. Dort beteiligte sie sich monatelang mit anderen am Schmuggel von Sprengstoff zu den Häftlingen des „Sonderkommandos“, um einen Ausbruch vorzubereiten. Es gelang ihr, weitere Frauen für die gefährliche Mitarbeit an diesem Plan zu gewinnen. Zusammen mit ihr wurden Rózia Robota, Regina Safirsztajn und Ester Wajcblum gehängt.

## Hinterlassenschaft, Gedenken
Ala Gertner konnte aus dem Arbeitslager 28 Briefe an Sala Kirschner (geborene Garncarz) schicken, die überliefert sind. Verwandte, die überlebt haben, sind nicht bekannt.
Am 7. Oktober 1994 wurde bei einer Gedenkveranstaltung zum 50. Jahrestag des Sonderkommando-Aufstands im Staatlichen Museum Auschwitz-Birkenau eine Gedenktafel zu Ehren von Roza Robota, Ala Gertner, Esther Wajcblum und Regina Safirsztajn im Stammlager Auschwitz enthüllt. Weitere Gedenkstätten gibt es in Israel und Australien.
Der letzte bekannte Brief von Gertner aus Będzin an Sala Garncarz lautete:
Kamionka

15. Juli 1943

Liebste Sarenka,

Bin gerade im Postamt, heute soll Post abgehen und wie könnte ich da nicht an meine liebe Sara schreiben? Mein kleiner Bernhard war zu Besuch. Es scheint ihm gut zu gehen und er fühlt sich in Ordnung. Gerne wüßte ich, wie es Dir geht?

Wir alle sind ok und rechnen damit ins Lager zu kommen. Heute ist ein irgendwie seltsamer Tag, aber wir sind guten Muts und zuversichtlich. Verzweifle nicht, es wird alles gut werden. Kopf hoch, es wird schon werden. Herzliche Grüße von der ganzen Familie und von meinem Bernhard

Es küßt dich Deine kleine Ala 